# 周利槃特
周利槃特（梵語：或），增一阿含經譯朱利槃特，大毘婆沙論及有部毘奈耶譯小路，善見律毘婆沙譯周羅般陀，十誦律及法句譬喻經譯般特，其他典籍或譯周利槃陀伽，周利槃特迦，周梨槃陀迦。以一掃帚得道而聞名，有一兄長，名為摩訶槃特。

## 原始佛教經典記載
- 周利槃特及摩訶槃特資質不同，前者愚鈍，後者聰慧。周利槃特因不能背誦戒律，而被兄長威脅退出僧團。釋迦牟尼佛知道後，派遣周利槃特作打掃工作。數日後，周利槃特以掃帚證得阿羅漢果。[2][3]

- 滿呼王子一次邀請佛陀及其弟子到羅閱城接受供養，然而王子因曾聽聞朱利槃特不能與外道議論，因而王子拒絕朱利槃特到訪。最後，朱利槃特以神通化作五百名比丘，得到滿呼王子信服。[4]

- 根據《根本說一切有部毘奈耶》，周利槃特的前世因过河淹死豬隻，導致有今生愚笨的果報。[5]

- 根據《十誦律》，佛曾差遣長老比丘教化比丘尼。輪到周利槃特時，因為他只能背誦一偈，受到眾比丘尼輕視。因此，周利槃特以神通力降伏眾比丘尼。[6]

- 在巴利經典中，小部長老偈[7]及巴利律藏[8]亦有周利槃特的記載。

## 大乘佛教經典記載
《楞嚴經·卷五·周利槃特伽鼻根圓通章》
|  | 周利槃特迦即從座起，頂禮佛足而白佛言：「我闕誦持，無多聞性。最初值佛，聞法出家。 憶持如來一句伽陀，於一百日，得前遺後，得後遺前。 佛愍我愚，教我安居，調出入息。 我時觀息，微細窮盡，生住異滅，諸行剎那，其心豁然，得大無礙，乃至漏盡，成阿羅漢，住佛座下，印成無學。 佛問圓通，如我所證：返息循空，斯為第一。」 |

## 外部連接
1. ↑   （页面存档备份，存于） - Cūlapanthaka Thera
2. ↑  《善見律毘婆沙卷第十六》：
「爾時佛為四眾說法，爾時摩訶般陀，即往佛所聽說法，既聞法已心樂出家，還家共弟籌量：『我今欲出家，以家事付汝。』弟聞兄語心中懊惱，白兄言：『我今孤露無所依憑，兄今捨我出家，我云何得活？』其弟如是三請，兄心堅固無有退轉，以家事付弟即便出家，出家不久即得羅漢。其弟久後心自念言：『我兄捨家業與我，如人嘔吐無異，我云何受而生貪著？』以厭世故，即往兄所求欲出家。兄即度令出家，教其一偈，四月不得忘前失後，兄摩訶般陀心自念言：『此人於佛法無緣，當遣還家。』即語周羅般陀言：『汝今鈍根。』即牽袈裟驅令出門，於門外啼哭不欲還家。...「周羅般陀遙聞此偈，即得阿羅漢果。」
3. ↑   （页面存档备份，存于） - 尊者周利槃陀伽的故事（尊者的足跡－南傳法句經的故事）
4. ↑  《增壹阿含經·第四十卷》聞如是：

一時，佛在羅閱城迦蘭陀竹園所，與大比丘眾五百人俱。

是時，滿呼王子至世尊所，頭面禮足，在一面坐。是時，滿呼王子白世尊言：「我曾聞：『朱利槃特比丘與盧迦延梵志共論，然此比丘不能答對。』我又曾聞：『如來弟子眾中，諸根闇鈍無有慧明，無出此比丘上者。如來優婆塞中在居家者，迦毘羅衛城中瞿曇釋種，諸根闇鈍，情意閉塞。』」

佛告王子曰：「朱利槃特比丘有神足之力，得上人之法，不習世間談論之宜。又王子當知，此比丘者極有妙義。」

是時，滿呼王子白世尊言：「佛所說雖爾，然我意中猶生此念：『云何有大神力，而不能與彼外道異學而共論議？』我今請佛及比丘僧，唯除朱利槃特一人。」

是時，世尊默然受請。是時，王子已見世尊受請已，即從座起，頭面禮世尊足，右遶三匝，便退而去。即其夜辦種種甘饌、飲食，敷好坐具，而白：「時到，今正是時。」

爾時，世尊以鉢使朱利槃特比丘捉在後住，將諸比丘眾，前後圍遶，入羅閱城，至彼王子所，各次第坐。爾時，王子白世尊言：「唯願如來手授我鉢，我今躬欲自飯如來。」

佛告王子曰：「今鉢在朱利槃特比丘所，竟不持來。」

王子白佛言：「願世尊遣一比丘往取鉢來。」

佛告王子：「汝今自往取如來鉢來。」

爾時，朱利槃特比丘化作五百華樹，其樹下皆有朱利槃特比丘坐。

爾時，王子聞佛教已，往取鉢。遙見五百樹下，皆有朱利槃特比丘於樹下坐禪，繫念在前，無有分散。見已，便作是念：「何者是朱利槃特比丘？」是滿呼王子即還來世尊所，而白佛言：「往彼園中，均是朱利槃特比丘。不知何者是朱利槃特比丘？」

佛告王子曰：「還至園中，最在中央住，而彈指作是說：『其實是朱利槃特比丘者，唯願從座起！』」

是時，滿呼王子受教已，復至園中，在中央立，而作是說：「其實是朱利槃特比丘者，便從座起。」

王子作是語已。其餘五百化比丘自然消滅，唯有一朱利槃特比丘在。是時，滿呼王子共朱利槃特比丘至世尊所，頭面禮足，在一面立。

爾時，滿呼王子白佛言：「唯願世尊！今自悔責，不信如來言教：『此比丘有神足大威力。』」

佛告王子曰：「聽汝懺悔！如來所說終無有二。又此世間有九種人周旋往來。云何為九？一者豫知人情，二者聞已便知，三者觀相然後乃知，四者觀察義理然後乃知，五者知味然後乃知，六者知義、知味然後乃知，七者不知義、不知味，八者學於思惟神足之力，九者所受義尠。是謂，王子！九種之人出現世間。如是，王子！彼觀相之人，於八人中最為第一，無過是者。今此朱利槃特比丘習於神足，不學餘法，此比丘恒以神足與人說法。我今阿難比丘觀相便知，豫知人情，知如來須是、不用是，亦知如來應當說是、離是，皆令分明，如今無有出阿難比丘上者，博覽諸經義，靡不周遍。又此朱利槃特比丘能化一形作若干形，復還合為一。此比丘後日當於虛空中取滅度。吾更不見餘人取滅度，如阿難比丘、朱利槃特比丘之比也。」

是時，佛復告諸比丘曰：「我聲聞中第一比丘，變化身形，能大能小，無有如朱利槃特比丘之比。」

是時，滿呼王子手自斟酌，供養眾僧，除去鉢器，更取小座，在如來前，叉手白世尊言：「唯願世尊聽朱利槃特比丘恒至我家，隨其所須衣被、雜物、沙門之法，盡在我家取之，當盡形壽供給所須。」

佛告王子：「汝今，王子！還向朱利槃特比丘懺悔，躬自請之！所以然者，非智之人欲別智者，此事難遇；欲言智者能別有智之人，可有此理耳。」

是時，滿呼王子即時向朱利槃特比丘禮，自稱姓名，求其懺悔：「大神足比丘，生意輕慢，自今之後更不敢犯。唯願受懺悔，更不敢犯。」
5. ↑  《根本說一切有部毘奈耶藥事》卷17：於時，槃陀迦即說頌曰：
我於前生中，而為養豬者。系其豬口已，將渡至河邊。 既到河中心，欲至於彼岸，諸豬氣不通，因此皆命過。 我隨水漂沒，荒迷無所為。河邊有仙住，哀愍所救濟， 出我溺憂苦，而為與出家，以無相三昧，教化令調順。 既於此滅已，得生於天上。天上才捨命，下生於人趣。 虔恭等正覺，舍俗為出家。頑愚極暗鈍，示敬不能持。 於其三月內，方能誦一偈。既明一句義，煩惱欲悉除。 我先所造業，如是思憶念，經於無量時，輪迴生死海。 對於世間父，於此無熱池，我周利槃馱，說斯黑白業。
6. ↑  《十誦律》 第11卷：佛在舍衛國。爾時佛告諸比丘：「我教化四眾疲極，令諸比丘當教誡比丘尼。」爾時諸比丘受佛教已，次第教誡比丘尼。上座比丘次第教誡竟，次至長老般特。時阿難往語般特言：「汝知不？汝明日次應教誡比丘尼。」般特語阿難言：「我鈍根、不多聞，未有所知。我夏四月乃能誦得一拘摩羅偈：『智者身口意，不作一切惡，常繫念現前，捨離於諸欲，亦不受世間，無益之苦行。』阿難！得過是次者善。」阿難再三語般特言：「諸上座已教誡竟，今次到汝。」般特比丘亦再三報阿難言：「我鈍根、不多聞，未有所知。夏四月乃能誦得拘摩羅一偈，得過次者善。」阿難復言：「汝明日次教誡比丘尼。」即受阿難語。夜過已，中前著衣持鉢，入舍衛城次第乞食。食後還自房舍，空地敷坐床已入室坐禪。爾時諸比丘尼聞今日般特比丘次教誡比丘尼，皆生輕心：「是不多聞、誦讀經少。夏四月過誦得一拘摩羅偈：『智者身口意，不作一切惡，常繫念現前，捨離於諸欲，亦不受世間，無益之苦行。』我等所未聞法云何得聞？我等所未知法云何得知？所誦拘摩羅偈，我等先已誦。」諸有比丘尼，先不入祇陀林聽法者，時皆共來。有五百比丘尼，出王園比丘尼精舍，往祇桓聽法。詣長老般特房前立，謦欬作聲扣戶言：「大德般特出來！」長老般特即從禪起出房，至獨坐床上端身大坐。諸比丘尼頭面禮竟，皆在前坐。時長老般特以柔軟語言：「諸姊妹！當知我鈍根、少所讀誦，夏四月過誦得一偈：『智者身口意，不作一切惡，常繫念現前，捨離於諸欲，亦不受世間，無益之苦行。』雖然我當隨所知說，汝等當一心行不放逸法。何以故？乃至諸佛，皆從一心不放逸行得阿耨多羅三藐三菩提。所有助道善法，皆以不放逸為本。」作是語已，用神通力於座上沒，在於東方虛空之中，現四威儀行立坐臥，入火光三昧身出光焰，青黃赤白種種色光，身下出火身上出水，身下出水身上出火，南西北方四維上下亦復如是，種種現神力已還坐本處。諸比丘尼見長老般特如是神力已，輕心滅盡，生信敬心故尊重淨心折伏憍慢。即隨比丘尼所憙樂法、所應解法而為演說。眾中有得須陀洹果、斯陀含果、阿那含果、阿羅漢果。有種聲聞道因緣、有種辟支佛道因緣、有發阿耨多羅三藐三菩提因者。爾時眾中，得如是種種大利益，是戒初因緣。
7. ↑  長老偈 Thag 10.4
8. ↑  律藏 Vin.iv.54f